# 连木沁镇
连木沁镇，是中华人民共和国新疆维吾尔自治区吐鲁番市鄯善县下辖的一个行政建制镇。
其地古称临川，高昌國四十六镇之一。回鹘语音名为Limčin，由回鹘语转换回汉语，又有连木沁、勒木津、懒真、连木齐木等汉译名。今为连木沁镇:33。

## 行政区划
连木沁镇下辖以下地区：
阿克墩村、苏克协尔村、艾斯里汉墩村、汗都坎村、胡加木阿力迪村、汗都夏村、尤库日买里村、曲旺克尔村、库木买里村、连木沁巴扎村、连木沁坎村、阿斯塔纳村和牧业队。